# Lindetal
Lindetal település Németországban, Mecklenburg-Elő-Pomeránia tartományban. Lakosainak száma 1166 fő (2023. december 31.).

## Népesség
A település népességének változása:
| Lakosok száma | 1244 | 1145 | 1139 | 1133 | 1180 | 1162 | 1166 |
|               | 2010 | 2014 | 2017 | 2019 | 2021 | 2022 | 2023 |